# ديفوسية هونغانية
ديفوسية هونغانية (الاسم العلمي: Devosia honganensis) هي نوع من البكتيريا، هوائية إجبارية، تتبع جنس الديفوسية. كانت قد عُزلت من تربة مصنعٍ للكيماويات في مقاطعة هونغان [الإنجليزية] في الصين.